# Numero pratico
Un numero {\displaystyle n} si dice pratico quando tutti i numeri interi positivi {\displaystyle m<n} si possono scrivere in almeno una maniera come somma di divisori distinti di {\displaystyle n}. I primi numeri pratici sono: 1, 2, 4, 6, 8, 12, 16, 18, 20, 24, 28, 30, 32, 36, 40, 42, 48, 54.
Per esempio, 8 è un numero pratico poiché tutti gli interi da 1 a 7 possono essere scritti come somma dei suoi divisori 1, 2, 4 e 8. La proprietà è verificata per i suoi divisori e inoltre si ha che {\displaystyle 3=2+1}, {\displaystyle 5=4+1}, {\displaystyle 6=4+2} e {\displaystyle 7=4+2+1}.
Come i numeri primi, i numeri pratici si distribuiscono in maniera irregolare sui numeri naturali, e se {\displaystyle p(x)} è il numero di numeri pratici che non superano {\displaystyle x}, si può dimostrare che per due opportune costanti {\displaystyle c_{1}} e {\displaystyle c_{2}}:
{\displaystyle c_{1}{\frac {x}{\log x}}<p(x)<c_{2}{\frac {x}{\log x}}}.
Nel 1984, furono proposte delle congetture simili a note congetture relative ai numeri primi: la congettura di Goldbach e la congettura dei numeri primi gemelli. Queste congetture furono poi dimostrate per i numeri pratici da Melfi nel 1996: ogni numero pari si può esprimere come una somma di due numeri pratici; esistono infinite terne di numeri pratici gemelli della forma {\displaystyle m,m+2,m+4}.